# Amazonas Futebol Clube
L'Amazonas Futebol Clube és un club de futbol brasiler de la ciutat de Manaus a l'estat d'Amazones. Disputa els seus partits a l'estadi  Municipal Carlos Zamith i per als partits importants a l'Arena da Amazônia.
Va ser fundat el 23 de maig de 2019.

## Palmarès
- Campeonato Brasileiro Série C:
  - 2023
- Campionat amazonense:[4]
  - 2023, 2025
- Campionat amazonense de segona divisió:
  - 2019
- Taça Rio Solimões:
  - 2024, 2025